# Mont-sous-Vaudrey
Mont-sous-Vaudrey ist eine französische Gemeinde im Département Jura in der Region Bourgogne-Franche-Comté. Sie gehört zum Arrondissement Dole und zum Kanton Mont-sous-Vaudrey, dessen Hauptort sie ist. 
Die Nachbargemeinden sind Belmont im Norden, Montbarrey im Nordosten, Vaudrey im Osten, Villers-les-Bois und Oussières im Süden sowie Souvans und Bans im Westen. Bei Mont-sous-Vaudrey zweigt die Départementsstraße D472 von der Route nationale 5 ab.

## Geschichte
Als sich Frankreich im Zweiten Weltkrieg unter deutscher Besatzung befand, organisierte der 1917 in Paris geborene Résistancekämpfer Elie Monteils für die kommunistischen Francs-tireurs et partisans (FTP) ab September 1943 den Widerstand gegen die Deutschen in Mont-sous-Vaudrey und Arbois. Am 27. Februar 1944 ereignete sich ein deutscher Angriff auf den im Wald bei Mont-sous-Vaudrey lagernden Widerstand. 

## Bevölkerungsentwicklung
| Jahr      | 1962 | 1968 | 1975 | 1982 | 1990 | 1999 | 2008 | 2018 |
| --------- | ---- | ---- | ---- | ---- | ---- | ---- | ---- | ---- |
| Einwohner | 771  | 804  | 844  | 994  | 1099 | 1165 | 1267 | 1277 |

Quellen: Cassini und INSEE
|  |  |